# Личинколюб чорнокрилий
Личинколюб чорнокрилий (Hemipus hirundinaceus) — вид горобцеподібних птахів родини вангових (Vangidae).

## Поширення
Вид поширений в Південно-Східній Азії. Трапляється на Малайському півострові, на Суматрі, Борнео, Яві та Балі. Живе у пологах низинних лісів та узліссях, а також уздовж лісових доріг та струмків, іноді трапляється на болотах, мангрових заростях та вторинних лісах.

## Опис
Дрібна пташка, завдовжки до 15 см. Верхня частина тіла чорна, нижня — біла. Дзьоб і ноги чорні. Очі темно-карі.

## Спосіб життя
Найчастіше трапляється парами, а також поодиноко, невеликими зграями та у змішаних зграях. Живиться комахами, на яких полює у польоті або ловить на поверхні листків. Розмноження відбувається з лютого по липень. Конусоподібне гніздо кріпиться до гілки за допомогою павутини. Самець збирає шматочки кори, лишайників, волокон і павутини, а самиця формує гніздо, притискаючи до нього своє тіло. Кора маскує гніздо, ускладнюючи його виявлення. Яйця білі, з темно-коричневими плямами.